# Casa Francesc Güell
La Casa Francesc Güell és un edifici de Tarragona protegit com a Bé Cultural d'Interès Local.

## Descripció
Edifici d'habitatges entre mitgeres amb planta baixa, quatre pisos i un àtic construït al terrat. Ocupa una parcel·la molt regular que permet col·locar quatre obertures per pis a la façana. Amb l'ornamentació de la façana i en la mida que es dona als balcons i altres obertures, es busca establir una ordenació jeràrquica a l'edifici. El principal i el segon, dos habitatges cadascuna, tenen balconada seguida amb balcons de ferro forjat. El tercer i quart compost per quatre balcons. Els baixos tenen quatre arcs escarsers de pedra escairada. Els balcons presenten un marc i una llosana de pedra i barrots verticals de ferro forjat.